# Symarip

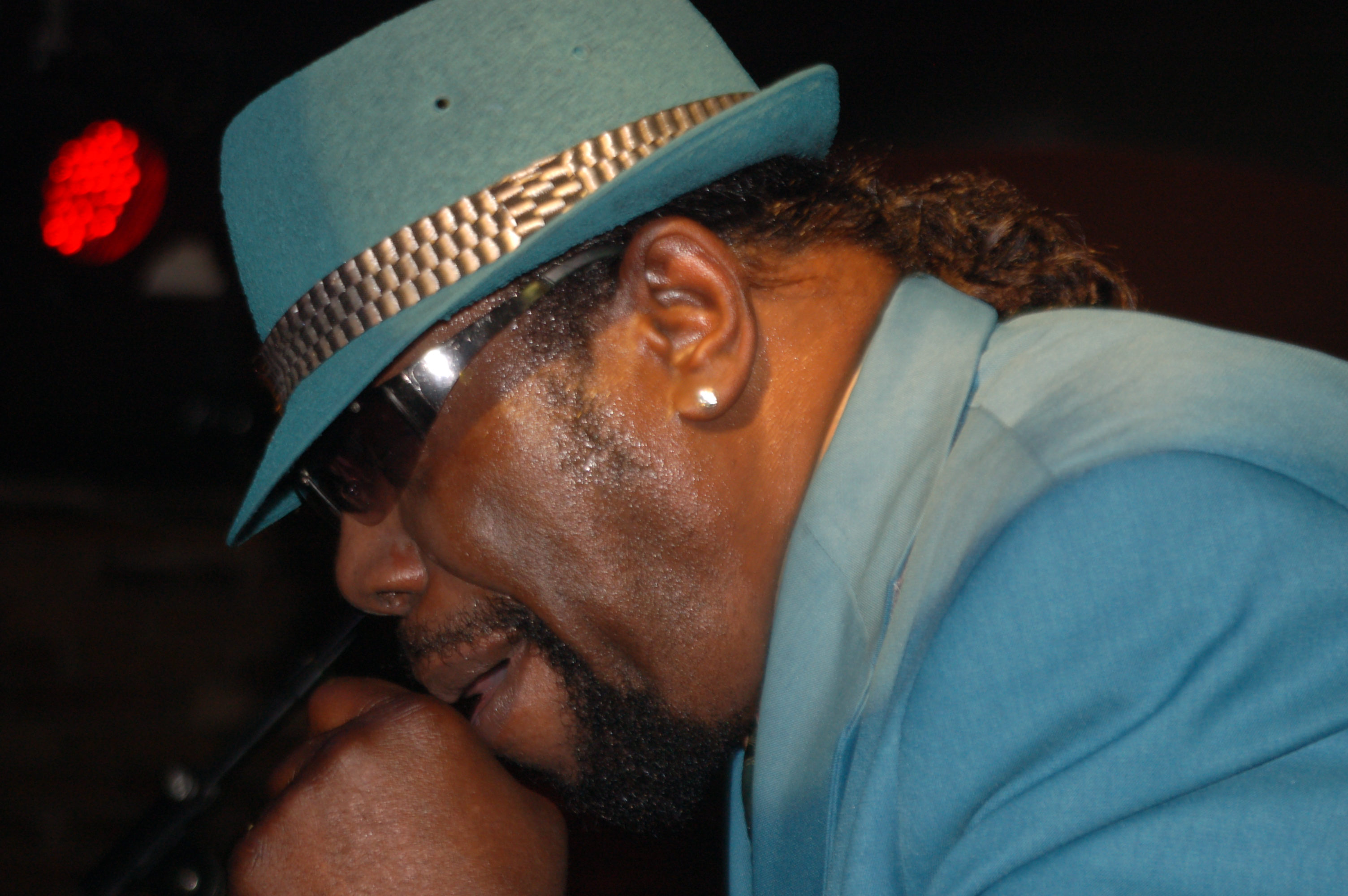
Symarip

Symarip est un groupe britannique de skinhead reggae formé au milieu des années 1960.

## Historique
Symarip a commencé sa carrière sous le nom The Bees en jouant avec Prince Buster lors d'une tournée en 1967. Ensuite, ils changèrent de nom et devinrent The Pyramids (Simaryp à l'envers) et entrèrent dans les charts en Angleterre avec Train Tour To Rainbow City.
Le groupe n'existe plus depuis 1988.

## Membres
Le groupe est composé de Roy Ellis, Monty Neysmith, Franck Pitter, Michael Thomas, Josh Roberts, Roy Bug Knight, Johney Johnson et Carl Grifith.